# Fort Zachary Taylor
Das Fort Zachary Taylor war eine Küstenbefestigung der US-Armee vor der Insel Key West im US-Bundesstaat Florida. Das Fort war ein wichtiger US-Stützpunkt in der zweiten Hälfte des 19. Jahrhunderts, wurde aber nie in direkte Kampfhandlungen verwickelt. Fort Zachary Taylor Historic State Park ist der Öffentlichkeit zugänglich.

## Geschichte
Die Militärgeschichte von Key West beginnt 1822, nachdem das Florida-Territorium an die USA gefallen ist und die US Navy eine Garnison dort stationierte, um die Piraterie zu bekämpfen. Mit dem Bau der Festung wurde im Juni 1845 begonnen, als das Florida-Territorium zum 27. Bundesstaat der USA wurde. Das Fort gehörte zu den Festungen, die ab der Mitte des 19. Jahrhunderts errichtet wurden, um die südöstliche Küste der USA zu verteidigen. Am 4. November 1850 wurde die Festung nach Zachary Taylor, dem 12. Präsidenten der USA benannt, der am 9. Juli 1850 im Amt verstorben war. Die Fertigstellung der Festung wurde, ähnlich wie beim benachbarten Fort Jefferson auf den Dry Tortugas, in den 1850er Jahren durch die abgelegene Lage des Forts, durch Material- und Arbeitermangel, Gelbfieber und Hurrikane verzögert. Noch vor Beginn des Sezessionskriegs besetzte John Brannan, ein Offizier der Garnison von Key West, mit seiner Truppe das fast fertiggestellte Fort und sicherte es so für die Nordstaaten. Während des Bürgerkriegs diente die Festung als Hauptquartier eines US-Geschwaders, das den östlichen Teil des Golfs von Mexiko für konföderierte Schiffe blockierte und während des Kriegs über 300 Blockadebrecher aufbrachte. Die Festung selbst wurde erst nach Beendigung des Bürgerkriegs, 1866, vollendet, doch die bereits installierten Geschütze mit einem Kaliber von bis zu 25,4 cm reichten als Abschreckung aus, so dass die konföderierte Flotte keinen Angriff auf Key West unternahm.
Ab 1889 wurde die Festung als Teil des nach dem damaligen Kriegsministers Endicott benannten Bauprogramms ausgebaut. Im Spanisch-Amerikanischen Krieg diente die Festung wieder als Küstenartilleriestellung. Während des Ersten und Zweiten Weltkriegs diente sie als Übungsgelände für US-Truppen. Die Festung wurde wiederholt modernisiert, bis die Armee 1947 die Anlage aufgab und an die US Navy übergab. Die US Navy nutzte das Fort als Lager und Schrottplatz für die angrenzende U-Bootbasis von Key West. Ab 1968 gruben Freiwillige die verschütteten Kanonen aus der Zeit des Bürgerkriegs aus, was dazu führte, dass die ehemalige Festung 1971 in das National Register of Historic Places eingetragen wurde. Zwei Jahre später, am 31. Mai 1973, wurde Fort Zachary Taylor als National Historic Landmark anerkannt. 1976 wurde die Anlage dem Florida State Park Service übertragen, der sie im Juli 1985 als State Park dem Publikum öffnete.

## Anlage

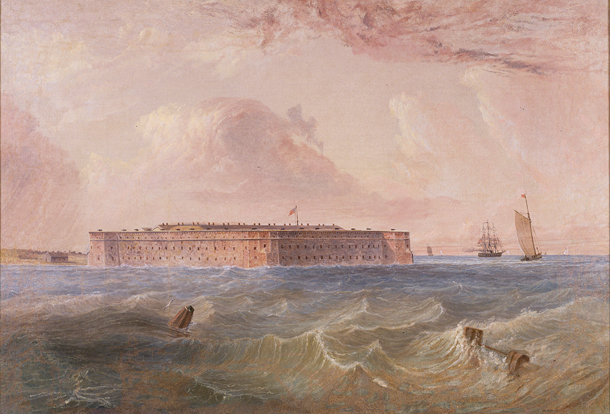
Fort Taylor, Ölgemälde von Seth Eastman (1808–1875)

Ursprünglich lag das Fort auf einer Untiefe 350 Meter vor der Küste von Key West. Das Fort bestand aus einer trapezförmigen Anlage mit 1,5 Meter dicken, aus Ziegelsteinen errichteten Mauern, vier Bastionen und einem der Insel zugewandten Graben. Zu den drei Seeseiten bestand die Anlage aus dreistöckigen Kasematten mit Geschützbatterien, im Hof befand sich eine dreistöckige Kaserne. Eine ursprünglich geplante, gegen die Insel und damit gegen mögliche Landangriffe gewandte Kasematte wurde nie gebaut. Während des Sezessionskriegs war die Festung mit 140 Kanonen bestückt, darunter befanden sich die modernsten Parrot-Geschütze und mit 25,4 cm-Rodman-Kanonen die größten Geschütze, über die die Nordstaaten verfügten. Für die Garnison waren 450 Mann vorgesehen. Für die damalige Zeit modern waren die sanitären Anlagen, die durch die Gezeiten gespült wurden, und eine Meerwasserentsalzungsanlage zur Trinkwasserversorgung der Festung. Ein Damm verband die Festung mit der Insel Key West. Zur Unterstützung der Küstenverteidigung wurden an der Ostküste von Key West zwei Martello-Türme mit je 14 Kanonen errichtet. Während des Endicott-Bauprogramms wurde 1889 die Festung modernisiert, hierfür wurden die beiden oberen Stockwerke der Anlage abgetragen, um eine geringere Angriffsfläche zu bieten. Die alten Kasematten wurden mit Sand verfüllt, die alten Vorderladerkanonen wurden als Füllmaterial verwendet oder mit vermauert, um Platz für die neuen Geschütze schaffen. Zwischen 1897 und 1904 wurden im Fort zwei neue Batterien mit zwei 30,5 cm-Geschützen und zwei 7,6 cm-Geschützen aufgestellt, im Umfeld des Forts wurden acht weitere Batterien mit 24 Geschützen errichtet, eine davon in einem der alten Martello-Türme. Zu Beginn des Zweiten Weltkriegs waren diese Geschütze schon lange veraltet und wurden demontiert, dafür wurden einige leichte Seeziel- und Flugabwehrgeschütze, Scheinwerfer und Radaranlagen installiert. 